# Opisotretus butteli
Opisotretus butteli är en mångfotingart som beskrevs av Carl 1922. Opisotretus butteli ingår i släktet Opisotretus och familjen Opisotretidae. Inga underarter finns listade i Catalogue of Life.